# Моисеев, Иван Тимофеевич
Иван Тимофеевич Моисеев (1910—1976) — капитан Рабоче-крестьянской Красной Армии, участник Великой Отечественной войны, Герой Советского Союза (1945).

## Биография
Иван Моисеев родился 16 августа 1910 года в деревне Велюнь (ныне — Брестский район Брестской области Белоруссии). После окончания пяти классов школы учился на курсах счетоводов. В 1932 году Моисеев был призван на службу в Рабоче-крестьянскую Красную Армию. В 1933 году он окончил полковую школу, в 1938 году — курсы младших лейтенантов, в 1942 году — курсы «Выстрел». С 1944 года — на фронтах Великой Отечественной войны, командовал батальоном 619-го стрелкового полка 203-й стрелковой дивизии 53-й армии 2-го Украинского фронта. Отличился во время освобождения Венгрии.
7 ноября 1944 года батальон Моисеева в числе первых переправился через реку Тиса в районе посёлка Шаруд в 9 километрах к северо-западу от города Тисадерж, после чего захватил вражескую артиллерийскую батарею, что способствовало переправе основных сил.
Указом Президиума Верховного Совета СССР от 24 марта 1945 года капитан Иван Моисеев был удостоен высокого звания Героя Советского Союза с вручением ордена Ленина и медали «Золотая Звезда».
В 1947 году Моисеев был уволен в запас. Проживал и работал в городе Мариинске Кемеровской области. Скончался 12 февраля 1976 года.
Был также награждён орденом Отечественной войны 2-й степени и рядом медалей.